# Deutsche Siedlung in Jamaika
Eine kleine deutsche Ansiedlung in Jamaika fand 1830 statt, nachdem die von der Kolonialmacht Großbritannien angeordnete Abschaffung der Sklaverei zu einem Arbeitskräftemangel in der Kolonie geführt hatte.

## Geschichte der deutschen Siedler in Jamaika
Lord Seaford, der im Besitz des Montpelier Estate und Shettlewood Pen in St. James war, gründete 1835 eine europäische Siedlung, Seaford Town in Westmoreland, um den Arbeitskräftemangel zu bekämpfen. Als Folge dessen wanderten im Zuge der Verarmung breiter Bevölkerungsschichten während der damaligen Industrialisierung in Deutschland (Pauperismus) über Tausend Deutsche nach Jamaika ein und siedelten sich in Seaford Town an. Es waren einfache Handwerker aus dem Weserbergland und Bremen, die die mittlerweile freien Sklaven unterweisen sollten, wie man in Familien lebt und sich mit Ackerbau und Viehzucht versorgt.
Ursprünglich war ihnen versprochen worden, sie bekämen bei der Ankunft Land und könnten fertige Häuser beziehen sowie ein kleines Wochengeld erhalten, bis sie sich selbst erfolgreich versorgen könnten. Die Wahrheit ist, dass sich viele ihre Häuser selbst bauen mussten, und sie eine 72-Stunden-Woche erwartete bei einer mageren Ration von 4 Pfund Maismehl, 1 Pfund Rindfleisch, 4 Pfund Mehl und 3 Pfund Salzfisch. Versprochen worden war den Vertragsknechten jedoch mehr. Von den 250 Deutschen, die mit der ersten Welle Mitte Dezember 1834 nach Jamaika kamen, starben 34 in den ersten zwei Wochen an Tropenkrankheiten. Viele wanderten später nach Nordamerika weiter, aber einige blieben im Ort. Sie lernten wie man Bananen, Ingwer, Kakao, Kaffee und Maniok anbaut und konnten sich dann selbst versorgen.
Heute wird die deutsche Sprache auf der Insel nicht mehr gesprochen, nur einige deutsche Wörter sind geblieben. Als ein Erbe ist der Katholizismus vorherrschende Religion im Ort, auch in der Architektur haben die Einwanderer Spuren hinterlassen. Es gibt dort häufig noch Häuser mit Kellern, so wie man es aus Deutschland kennt. Man sieht in Seaford Town häufig blonde, blauäugige oder mit anderen europäischen Körpermerkmalen ausgestattete Einwohner, die man besonders beim Kirchgang gehäuft antrifft.
Seaford Town hat ein Museum zur Geschichte der deutschen Einwanderer auf Jamaika, welches in Zusammenarbeit mit der deutschen Botschaft errichtet wurde. Besuchenswert ist auch der Friedhof. Auf den Grabsteinen finden sich zahlreiche deutsche Namen, bei den Gräbern aus jüngerer Zeit in anglisierter Schreibweise.
2014 erschien der Dokumentarfilm German Town. The lost story of Seaford Town, Jamaica von David Ritter und Clinton H. Wallace.